# Leyes de Reforma, Veracruz
Leyes de Reforma är en ort i Mexiko.   Den ligger i kommunen Isla och delstaten Veracruz, i den sydöstra delen av landet, 400 km öster om huvudstaden Mexico City. Leyes de Reforma ligger 22 meter över havet och antalet invånare är 158.
Terrängen runt Leyes de Reforma är platt. Runt Leyes de Reforma är det ganska tätbefolkat, med 52 invånare per kvadratkilometer. Närmaste större samhälle är Tesechoacan, 9,2 km norr om Leyes de Reforma. Trakten runt Leyes de Reforma består till största delen av jordbruksmark.